# Спортивная печать
Спортивная печать — это различные периодические издания, бюллетени, газеты и журналы, посвященные спорту.

## Описание
Как правило, все подобные издания имеют цель распространение и популяризации физической культуры, спорта и здорового образа жизни. В основном, эти издания выступают в роли средства быстрого распространения среди населения информации из области спорта. Эта информация может носить любой характер, от хроникально-документального до учебно-методического.